# Sciara infixa
Sciara infixa är en tvåvingeart som beskrevs av Frederick Askew Skuse 1890. Sciara infixa ingår i släktet Sciara och familjen sorgmyggor. Inga underarter finns listade i Catalogue of Life.